# Starflock

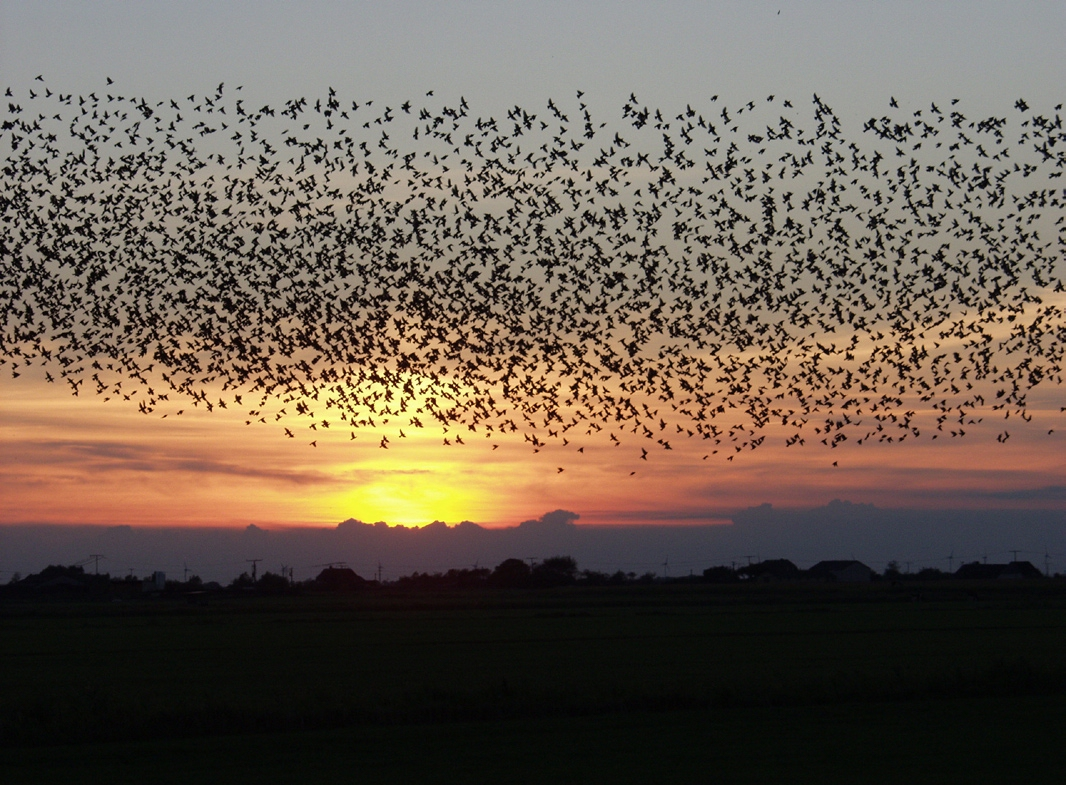
Starflock i Tønder, 2006.

Starflock, ibland även murmuration från engelskan, är ett kollektivt beteende hos fåglar i flock, i synnerhet starar. Det är en synkroniserad flygande flock av starar, där ett stort antal samlas och rör sig i ungefär samma riktning och med samma hastighet. Mindre flockar bildar tillsammans större täta formationer under flygning, som ofta expanderar och drar ihop sig och ändrar form, till synes utan någon form av ledare. Det tros vara ett försvar mot attacker från rovfåglar, som pilgrimsfalk och sparvhök, som förvirras av flockens kollektiva utseende och föränderlighet vilket försvårar att fokusera på ett enskilt byte. Studier av starflockar har visat att varje fågel ändrar sin position i förhållande till de närmaste fem-sju individer som omger den.
Mycket stora flockar kan samla upp till en miljon individer över stadskärnor, skogsmarker och våtmarker. Flockar på hundratusentals starar kan regelbundet observeras strax före solnedgången på våren och hösten i sydvästra Jylland,  och över havsområdena i Tønder och Esbjerg. I Danmark kallas detta naturfenomen för "sort sol", ungefär "svart sol".